# Бадяк Володимир Петрович
Володи́мир Петро́вич Бадя́к (нар. 2 лютого 1938, с. Тирява Сільна, нині Сяноцького повіту, Польща). — український мистецтвознавець, історик, культуролог. Кандидат історичних наук (1980). Доктор філософії в історичних науках (1988). Член Львівського регіонального суспільно-культурного товариства «Надсяння», головний редактор інформаційного бюлетеня «Об'єднаних товариств депортованих українців Закерзоння». Завідувач кафедри гуманітарних наук Львівської національної академії мистецтв (1980—2002). Професор (1998).

## Біографія
Народився 2 лютого 1938 року у селі Тирява Сільна (нині Сяноцького повіту, Польща).
Депортований з батьками 1946 року на Тернопільщину, де закінчив 1956 року Козівську середню школу. У 1960—1965 роках навчався на історичному факультеті Львівського державного університету імені Івана Франка.
Учителював, від 1967 року — у Львівському технікумі електрозв'язку, від 1970 року — у Львівському політехнічному інституті, від 1980 року — завідувач кафедри гуманітарних наук Львівської національної академії мистецтв.

## Праці
Автор понад 440 наукових та навчально-методичних робіт, які охоплюють питання дослідження художньої культури, її творців, охорони культурної спадщини, депортації українців із Закерзоння, а також навчального процесу: історії України, археології, пам'яткознавства, у тому числі 10 монографій, зокрема: 
- «Збереження пам'яток архітектури на Львівщині в повоєнні роки» // УІЖ. — 1974. — № 4;
- «Стежка І. Франка» (1981);
- «Концепція історичного краєзнавства та його національна суть» // Історичне краєзнавство і національне виховання. — Львів, 1994;
- «Тоталітаризм і творчий процес» (1995);
- «Руйнація культурної спадщини як метод денаціоналізації українського народу (слідами маловідомого документа)» // Вісник Львівської академії мистецтв. — 1995. — Вип. 6;
- «Фортифікації Львова: реальні і полемічні» // Історично-краєзнавчі дослідження. — К., 1999. — Вип. 2;
- «Творче життя за „перших совєтів“» // Дзвін. — 2000. — № 9;
- «Корона Данила Галицького» // Дзвін. — 2001. — № 10;
- «В лещатах Сталінщини: Нарис історії Львівської організації Спілки художників України. 1939–1953». — Л., 2002.
- «Наш Владика. Життя і посмертні митарства перемишльського єпископа Блаженного Йосафата Коциловського» (2000, 2002);
- «Фундатори. Львівська національна академія мистецтв», «В лещатах сталінщини: нарис з історії львівської організації спілки художників України,1939-1953» (усі — 2003);
- «Історія України як об'єкт наукового пізнання і засіб національного виховання»: навчальний посібник (2004);
- «Надбання. Збірник науково-публіцистичних праць» (2008);
- «Надсяння. Про діяльність суспільно-культурного товариства депортованих українців» (2019);
- «Пам'яткоохоронна історія Львова» (2014);
- «Осінь. Спогади, статті, бібліографічний покажчик, ілюстрації» (2018);
- «Найкращі роки» (2019);
- «Вирвані з материнської землі» (2020).

Володимир Бадяк також є автором публікацій про творчість українських художників, зокрема, М. Бідняка, Е. Миська, В. Патика. Упорядник збірника праць наукових конференцій, присвячених патріархові Йосипу Сліпому, 45-літньому ювілею Львівської національної академії мистецтв, 50-літтю депортації українців із Польщі. У 1990–2016 роках — упорядник і редактор «Вісника Львівської академії мистецтв».